# Margarita de Pedroso y Sturdza
Margarita de Pedroso y Sturdza (Bruselas, 1 de marzo de 1911 - Madrid, 17 de enero de 1989) fue una escritora, poeta, ensayista, periodista y mecenas española.

## Biografía
Era hija de la princesa rumana María Sturdza y del diplomático Luis de Pedroso y Madan, conde de San Esteban de Cañongo, título nobiliario que Margarita de Pedroso ostentó en 1988, y además el de Condesa de Madan. Su primera infancia transcurrió en París, hasta que en la década de 1920 sus padres se instalaron en Madrid. Políglota, asistió a la Facultad de Filosofía de la Universidad de San Bernardo, (con una señora de compañía, como sucedía entonces con las jóvenes solteras) y recibió clases de los pintores Vázquez Díaz, y Timoteo Pérez Rubio. Sin embargo, se decidió por la literatura, orientada por Rosa Chacel. 
Se trasladó a estudiar a Oxford. Cuando regresó, con la República instaurada, tuvo desavenencias con su padre, viudo, y tanto ella como su hermana mayor, Dolores, abandonaron el hogar paterno. Esto les reportó el apodo de "las princesas descalzas", acuñado por Agustín de Foxá y José Antonio Primo de Rivera, aludiendo a su aristocracia y su inconformismo. En estos años  la conoció Juan Ramón Jiménez, que sintió por ella una debilidad amorosa estableciéndose una relación platónica que se estrechó tras la muerte de la madre de Margarita en 1931. Juan Ramón escribió un poema retratando a Margarita, Ensimismamiento primaveral, que no apareció en Españoles de tres mundos, aunque sí en la versión definitiva de Ricardo Gullón de 1969,  debido a un altercado entre los dos, en el que Margarita quemó el poema original.  El padre se opuso a la relación, que poco a poco fue alejándose, al trasladarse Margarita a Oxford y Juan Ramón Jiménez a los Estados Unidos. 
En Madrid y durante los años 30, Margarita de Pedroso se relacionó activamente con el grupo de artistas próximos a José Antonio Primo de Rivera, hasta el estallido de la Guerra Civil. Tras el saqueo de su casa, la familia huyó a París, y de ahí a Burgos. En esta ciudad ejerció como enfermera de guerra en el hospital local y trabajó en la Editorial Nacional (historia hispánica), hasta que en 1939 abandonó España para ir a Polonia, acompañando a su padre como diplomático. En 1948 viajó a Argentina y a Chile, donde publicó alguno de sus libros, y después a Italia, donde vivió dos décadas antes de regresar definitivamente a España en 1971, donde habitó hasta su fallecimiento. 

## Trayectoria

### Grupo artísticofalangista
Su introducción en el grupo esteticista en torno a José Antonio Primo de Rivera se produjo a través de Eva Fromkes, viuda ya del pintor  Maurice Fromkes, cuyo salón literario de su ático de la calle Espalter frecuentaban escritores como Eugenio D'Ors, Pablo Neruda,  Dionisio Ridruejo (que retrató a las hermanas en su  Casi unas memorias) y a  Luis Escobar , con quien mantuvo una gran amistad hasta el final de sus días. También eran habituales las hermanas Pedroso en el círculo de Marichu de la Mora, escritora y nieta de Antonio Maura, e Isabel Dato. 
Margarita de Pedroso se involucró  "con fervor de socia fundadora” en el grupo Los jóvenes y el Arte, organizado en la primavera de 1934 y otoño de 1935 por Mariano Rodríguez Rivas. Este grupo falangista organizaba actos literarios en cementerios antiguos y en jardines históricos de Madrid, en los que intervinieron, entre otros, César González Ruano, Alfredo Marqueríe, Agustín de Foxá, Antonio Mas- Guindal y Eugenio Montes. En 1949, un año después, su amigo Agustín Foxá escribió El gallo y la muerte con una dedicatoria en recuerdo de sus andanzas por la geografía de España: "Para Margarita Pedroso, gran poeta; en recuerdo de Cadalso de los Vidrios, del Doncel de Sigüenza, de los cipreses románticos, del crepúsculo de Boadilla, de Luis y José Antonio, de sus cuentos para niños."

### Obra literaria
Publicó cuando tenía  20 años su primer ensayo, Hacia Galilea, en la Revista de Occidente, dirigida por Ortega y Gasset, en el número de mayo-junio de 1932. Presentó sus poemas en algunas de las revistas literarias más conocidas de la España de preguerra, como La Gaceta Literaria, Héroe, Noreste y Floresta de Prosa y Verso y la revista Mundial, definida como “Revista mensual de “artes, decoración, modas, espectáculos, gran mundo”. 
En la época en que participaba en el grupo Los Jóvenes y el arte Margarita escribió su obra inédita El gitanillo, las rebecas y la Xana en el que el protagonista realiza un paseo mágico por la geografía española y Todo o nada, en el que participó el propio Mariano Rodríguez Rivas, donde se refleja el ambiente de los círculos literarios.
En 1939 escribió su libro de poemas Rosas: Historia de infancia y amor inspirado en el recuerdo de su amistad con Juan Ramón Jiménez, entonces en Estados Unidos. Fue uno de los primeros libros que se publicó en España tras la Guerra Civil y fue prologado por Rafael Sánchez Mazas. En 1945 publicó su libro de cuentos Cabeza a pájaros y la infanta y otros cuentos. 
En su viaje de 1948 a Argentina coincidió nuevamente con Juan Ramón Jiménez, que le presentó a la intelectualidad argentina, entre otros muchos, a Eduardo Maella de La Nación y Jorge Luis Borges. En estos momentos Margarita vivía en Chile, donde su literatura se vio influida por la flora y la fauna del paisaje y la cultura chilena, y escribió entonces su último libro de cuentos El volcán y el potro de Coipúe publicado en 1951. 
Margarita se inscribió la Escuela de periodismo del diario católico El Debate, donde publicó crónicas viajeras, tema que también utilizó en otras ocasiones, como la Revista Nacional de Arquitectura.  Durante esos años y su posterior estancia de dos décadas en Italia publicó artículos variados los periódicos chilenos El Imparcial y Diario Ilustrado, el bonaerense La Prensa y los españoles Ya  y ABC. Para este último realizó una serie de crónicas relacionadas con la celebración de los Juegos Olímpicos de Roma en 1960. También comenzó a recopilar datos para realizar una biografía sobre el emperador Marco Ulpio Trajano, que dejó incompleta. 

### Estilo
Margarita de Pedroso podría encuadrarse dentro de la generación de mujeres poetas del 27 pues, aunque su carrera artística no comenzó en los años 20, lo hizo en 1931, y convivió con gran parte de las mujeres y hombres que forman esta generación intelectual, como Juan Ramón Jiménez, Zenobia Camprubí  o Ernestina de Champourcin, compartiendo características comunes.
En 1940 la escritora María Antonia Vidal la incluyó entre las voces jóvenes del siglo XX, con Concha Méndez, Ernestina de Champourcin, Josefina de la Torre, Rosa Chacel, Pilar de Valderrama, Elena Cruz López y la propia antóloga, en su estudio Cien años de poesía femenina e hispanoamericana. 1840 -1940. El escritor Juan Manuel de Prada la incluyó en su repertorio de Desgarrados y excéntricos  y le dedicó un capítulo de su obra Raros como yo.

### Mecenazgo
Hacia 1971 volvió a instalarse en Madrid, donde creó un negocio de decoración de interiores junto a la Duquesa de Mandas A través de un encargo tomó contacto con la villa de Brihuega, en Guadalajara, donde adquirió una casa, a la que dio el nombre de El Dómine, o Casa de los gramáticos por ser escuela de gramáticos en el siglo XVI. Tras su fallecimiento, la casa fue habitada por el escritor y periodista Manuel Leguineche.
Impresionada por la belleza de esta localidad, "concibe la misión ímproba de rehabilitar la fisonomía de Brihuega".  En mayo de 1978 inició la organización en esta villa de la "Asociación Amigos de Brihuega", con el fin de defender su patrimonio artístico, sus paisajes y los de los alrededores, ya fuera  plantando árboles y flores, como defendiendo cualquiera de sus típicos rincones. Se coniguieron   fondos para restaurar la Iglesia de San Miguel en 1979,  la antigua Cárcel de Carlos III, en 1983,  y las murallas de Brihuega   El 27 de diciembre de 1978, siendo  Margarita de Pedroso la  presidente de la asociación,  aceptó  S.A.R. la Duquesa de Badajoz la presidencia de honor. Esta Asociación se mantuvo hasta bien entrados los años noventa y fue la que comenzó a organizar los conciertos en los jardines de la Real Fábrica de Paños de Carlos III, tras las gestiones realizadas por Margarita de Pedroso para su rehabilitación y mantenimiento.

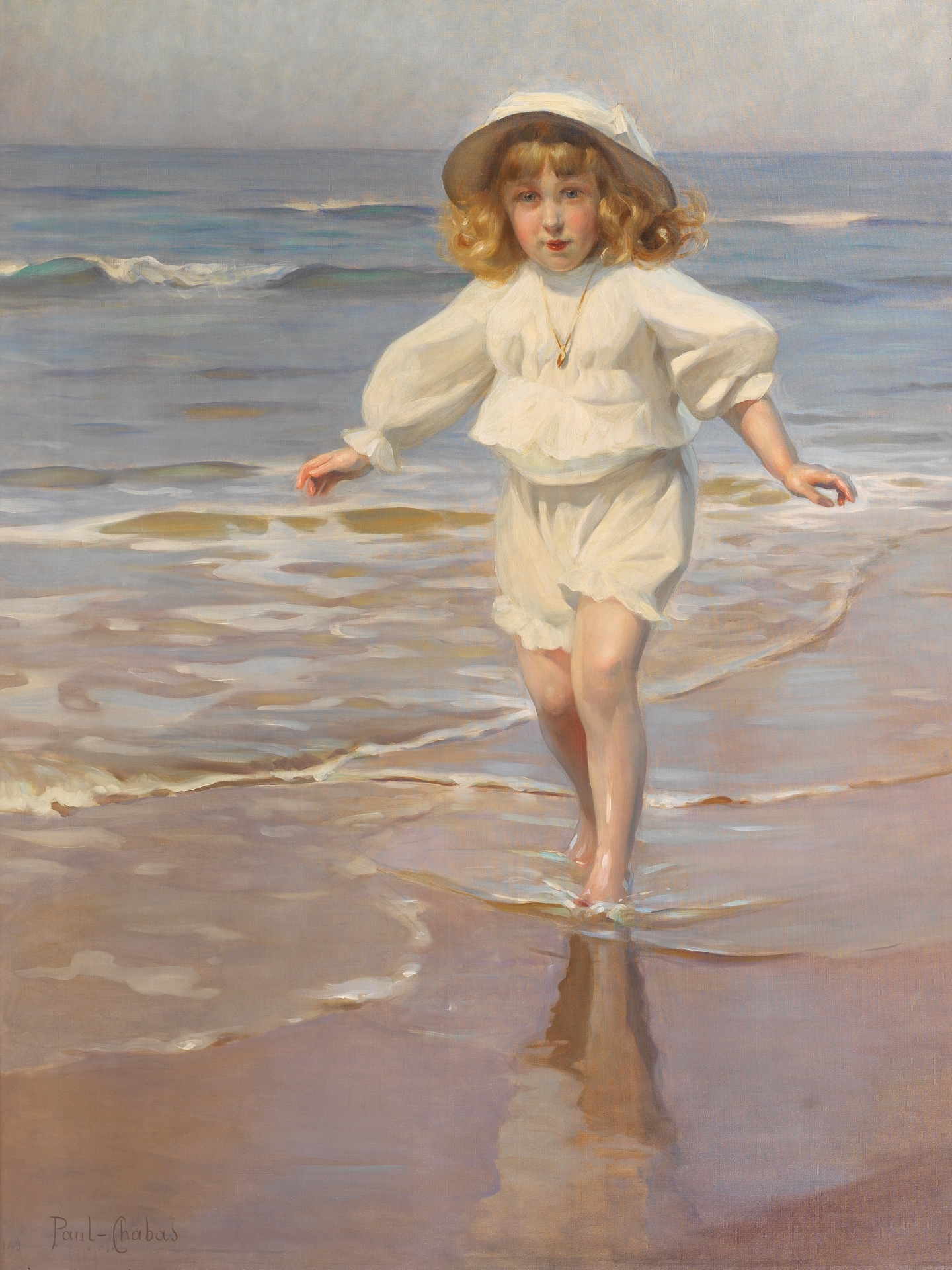
Paul Emile Chabas (Dolores de Pedroso y Sturdza en la playa de Biarritz)

Junto a su hermana Mercedes, Margarita de Pedroso donó al Museo del Prado en 1987 un retrato pintado por Paul Émile Chabas con el título de Dolores de Pedroso y Sturdza, niña, en la playa de Biarritz.

## Reconocimientos

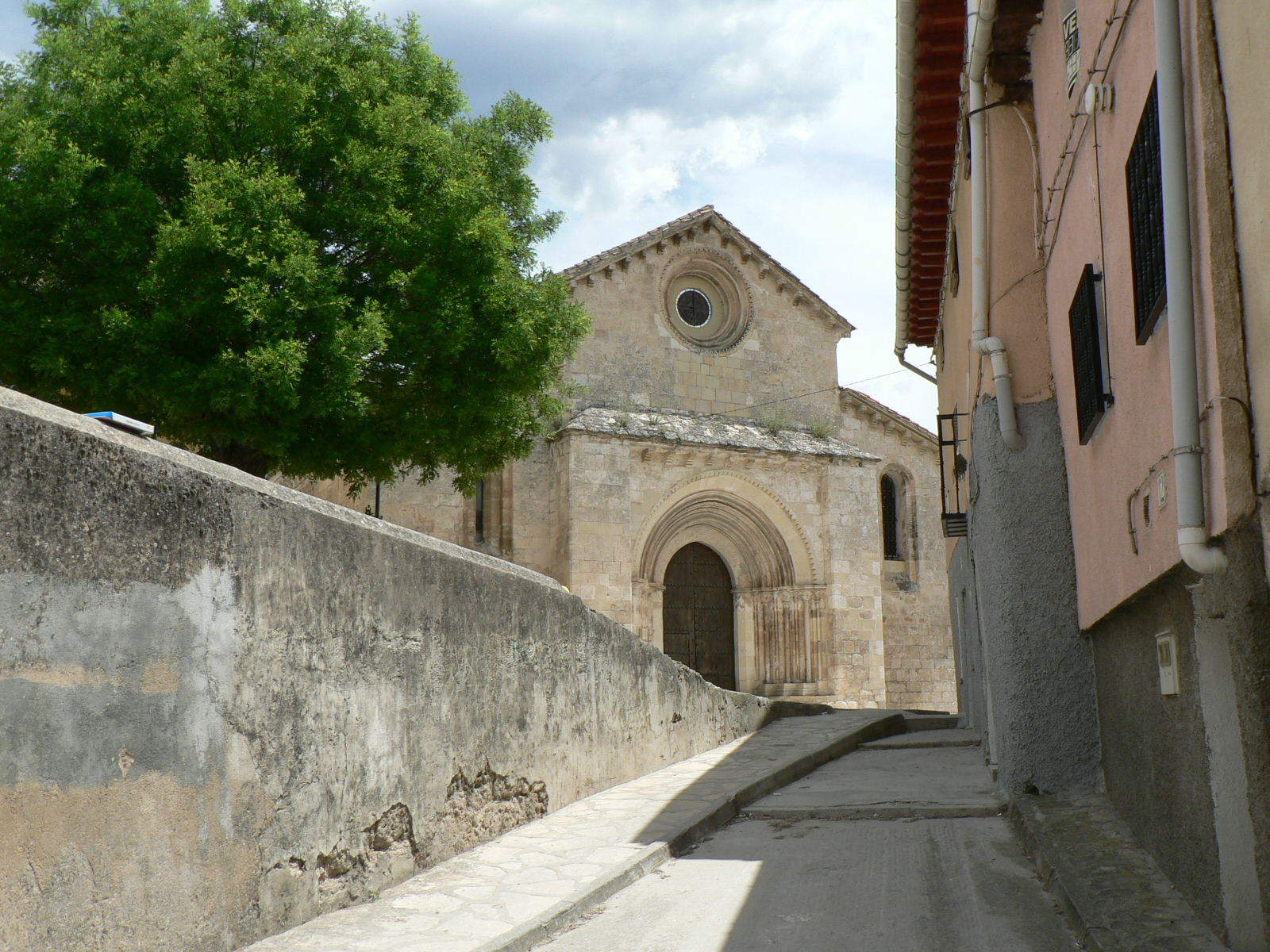
Iglesia de San Miguel de Brihuega

El Ayuntamiento de Brihuega puso su nombre a una calle, y a la Bibliobteca Municipal. Desde el año 1992, se celebran actos de homenaje en la Biblioteca de la villa de Brihuega. En 2023 se leyó la conferencia con el título Margarita de Pedroso y Sturdza. Una mujer adelantada a su tiempo, poeta, ensayista y mecenas de arte. 